# John Nuttall Slater
John Nuttall Slater, britanski general, * 1894, † 1973.